# Время в Республике Корея
Южная Корея имеет один часовой пояс, корейское стандартное время (GMT+9), которое сокращённо KST. В настоящее время Южная Корея не соблюдает летнее время.
С 8 мая по 9 октября 1988 года был протестирован переход на летнее время, чтобы лучше соответствовать календарю соревнований, проводимых во время летних Олимпийских игр 1988 года в Сеуле.

## История
В 1434 году изобретатель Чан Ён Силь разработал первые в Корее автоматические водяные часы, которые король Седжон адаптировал в качестве стандартного хронометража Кореи. Вполне вероятно, что корейцы использовали водяные часы для измерения времени до этого изобретения, но никаких конкретных записей о них не существует. В 1437 году Чан Ёнсиль вместе с Чон Чо создали солнечные часы в форме чаши под названием ангбу илгу (хангыль: 앙부일구), которые король Седжон разместил на публике, чтобы любой мог ими пользоваться.
Географически в западных частях Кореи, включая столицу Южной Кореи Сеул, GMT+08:00. В 1908 году в Корейской империи было введено стандартное время GMT+08:30. В 1912 году, во время японской оккупации Кореи, генерал-губернатор Кореи изменил стандартное время на GMT+09:00, чтобы привести его в соответствие с японским стандартным временем. Однако в 1954 году правительство Южной Кореи под руководством президента Ли Сын Мана вернуло стандартное время на GMT+08:30. Затем, в 1961 году, при военном правительстве президента Пак Чон Хи, стандартное время было снова изменено на GMT+09:00.
Чтобы удовлетворить потребности американских телезрителей, Южная Корея соблюдала летнее время (GMT+10:00), когда Сеул принимал летние Олимпийские игры 1988 года. Изменение времени на один час означало, что многие дневные события можно было транслировать в прямом эфире из Южной Кореи, когда на восточном побережье США был прайм-тайм.
Северная Корея также использует корейское стандартное время. С августа 2015 года по май 2018 года Северная Корея изменила свой часовой пояс на GMT+08:30, часовой пояс, известный как Пхеньянское стандартное время, но изменение было отменено для укрепления корейского единства.